# Aenictus camposi
Aenictus camposi (лат.) — вид муравьёв-кочевников рода Aenictus. Юго-Восточная Азия (Борнео, Китай, Индонезия, Малайзия, Таиланд, Филиппины).

## Описание
Длина рабочих около 3 мм. От близких видов (Aenictus biroi, Aenictus vieti) отличается следующими признаками: формой проподеума, покатая поверхность проподеума более округлая и он шире у A. vieti (уже и отчётливо суживается у A. camposi); субпетиолярный выступ с антеровентральным острым углом у A. vieti (невооружённый у A. camposi), пропорциями тела.
Усики 10-члениковые. Голова гладкая и блестящая. Клипеус по переднему краю с несколькими зубчиками. На жвалах около 10 зубцов. Основная окраска желтовато-коричневая. Стебелёк между грудкой и брюшком у рабочих состоит из двух члеников, а у самок и самцов — из одного (петиоль). Глаза у рабочих отсутствуют. Промезонотальная борозда не развита, пронотум и мезонотум слиты. Известны случаи охоты на муравьёв рода Paratrechina и Prenolepis naoroji.